# قفله ناعم (المغربة)

تعديل مصدري - تعديل

قفله ناعم هي إحدى قرى عزلة بني جديلة بمديرية المغربة التابعة لمحافظة حجة، بلغ تعداد سكانها 108 نسمة حسب تعداد اليمن لعام 2004.